# Curionópolis
Curionópolis ist eine 1988 gegründete Stadt im brasilianischen Bundesstaat Pará. Sie entstand nach einem Goldrausch im Februar 1980 in der angrenzenden Serra Pelada und schwoll durch die über 50.000 angelockten Goldsucher (Garimpeiros) schnell an. Sie ist nach Major Sebastião Rodrigues de Moura, genannt Curio, benannt, der nach anfänglicher Anarchie Recht und Ordnung einführte.